# Kitty Hawk
Kitty Hawk ist eine Kleinstadt im US-amerikanischen Bundesstaat North Carolina, die im Zusammenhang mit den weltweit ersten motorisierten Flügen der Brüder Wright am Strand von Kill Devil Hills, sechs Kilometer südlich von Kitty Hawk, bekannt wurde.

## Geographie
Kitty Hawk ist ein Küstenstädtchen auf Bodie Island auf den Outer Banks, einem etwa 160 km langen, der Küste North Carolinas vorgelagerten nehrungsartigen Inselstreifen, der hier den Albemarle Sound vom Atlantik trennt.
Laut dem Bericht des United States Census Bureau hat die Stadt eine Fläche von 21,3 km². 21,2 km² davon sind Land- und 0,1 km² sind Wasserflächen (0,61 %). Nach einer Volkszählung im Jahre 2010 betrug die Einwohnerzahl 3272.

## Geschichte

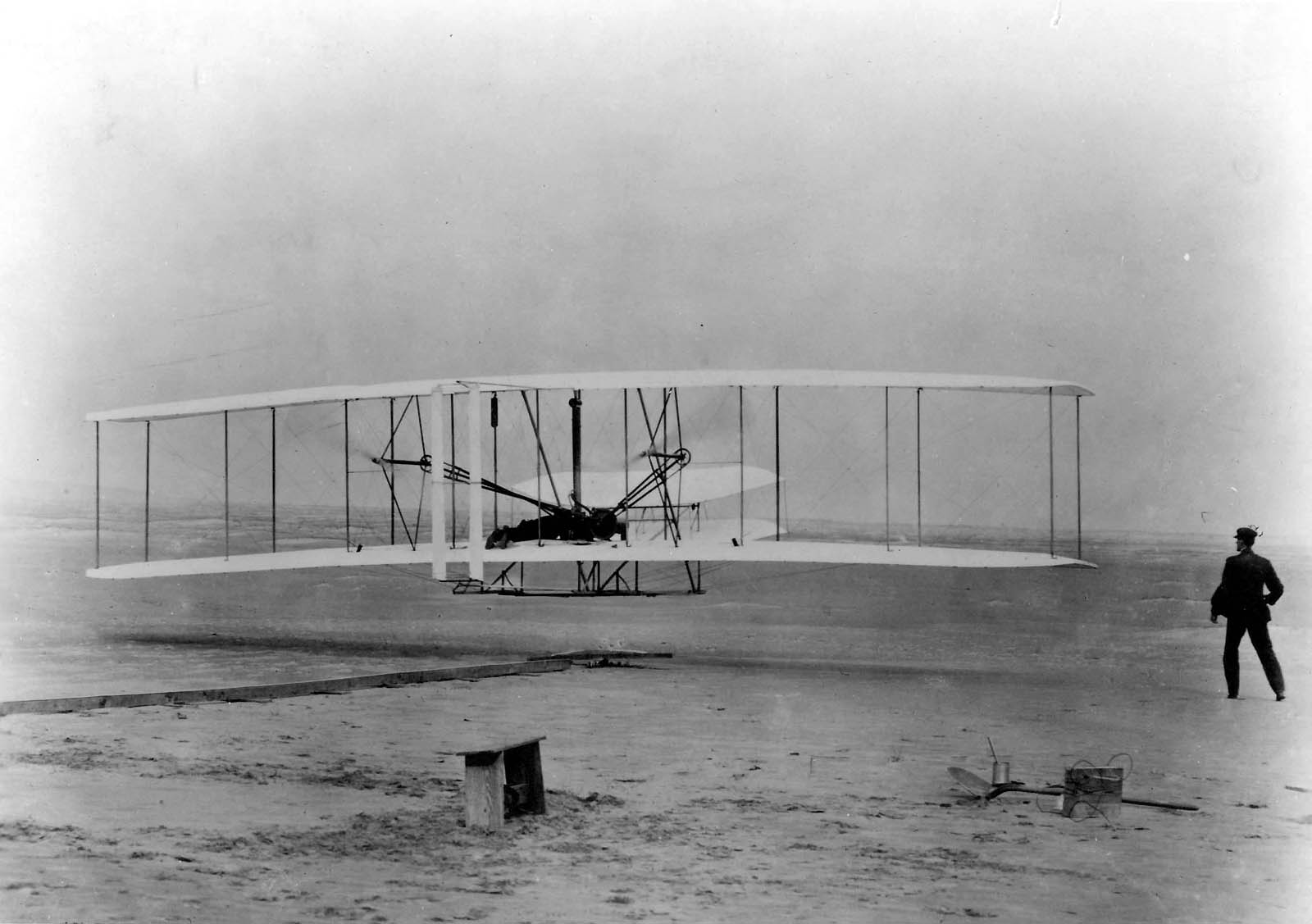
Erstflug der Brüder Wright am Strand von Kill Devil Hills

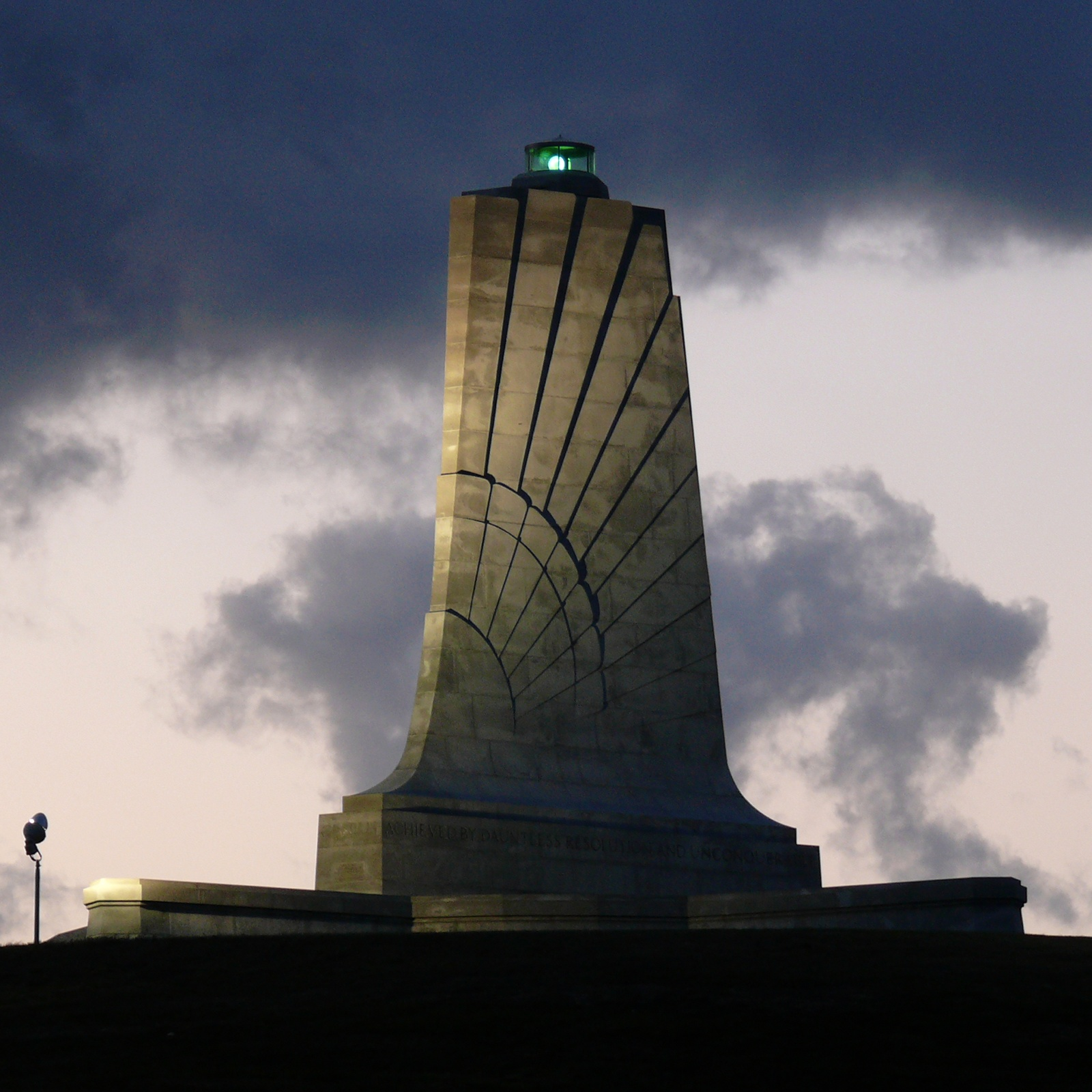
Denkmal für die Brüder Wright am Strand von Kill Devil Hills

Der Ort wurde im frühen 18. Jahrhundert unter dem Namen Chickahawk gegründet.
Kitty Hawk wurde bekannt, nachdem den Gebrüdern Wright am 17. Dezember 1903 am sechs Kilometer südlich gelegenen Strand von Kill Devil Hills der erste von Menschen kontrollierte Motorflug an Bord eines Flugzeugs gelungen war. Noch am selben Tag sendeten die Gebrüder Wright von Kitty Hawk aus ein Telegramm an ihren Vater, so dass dieses  Ereignis schnell in aller Welt bekannt wurde. Dass Kitty Hawk als Wiege des Motorflugs gilt, liegt darin begründet, dass Kill Devil Hills erst 50 Jahre nach dem Weltereignis den Rang einer Stadt erhielt. Die Gebrüder Wright hatten den Strand von Kill Devil Hills wegen der häufig starken und gleichmäßigen Winde und dem weichen sandigen Grund sorgfältig ausgewählt, um ihn als Startplatz für ihre Experimente mit Gleitern in den Jahren 1901 bis 1903 zu benutzen.
Am 14. Dezember 1903 gelang ihnen der erste Hüpfer mit dem von ihnen neu entwickelten Wright Flyer. Am 17. Dezember 1903 schließlich gelangen ihnen vier Flüge mit Höhengewinn durch Motorkraft; daher ging dieser Tag als der des ersten motorisierten Fluges der Welt in die Geschichte ein. Am Rand des ehemaligen Flugfeldes wurde das Wright Brothers National Memorial errichtet; viele Tafeln auf dem Flugfeld erinnern an die Pioniere.
Als Erinnerung an diese Ereignisse wurden der Flugzeugträger Kitty Hawk, das Flugzeugtransportschiff Kitty Hawk, die Kommandokapsel von Apollo 14 sowie der Tarnkappenbomber B-2 "Spirit of Kitty Hawk" nach dem Ort benannt.